# Сибли (Северна Дакота)
Сибли (енгл. Sibley) град је у америчкој савезној држави Северна Дакота.

## Демографија
По попису из 2010. године број становника је 30, што је 16 (-34,8%) становника мање него 2000. године.
| Група             | 2000.       | 2010.      |
| Белци             | 46 (100,0%) | 29 (96,7%) |
| Афроамериканци    | 0 (0,0%)    | 0 (0,0%)   |
| Азијати           | 0 (0,0%)    | 0 (0,0%)   |
| Хиспаноамериканци | 0 (0,0%)    | 0 (0,0%)   |
| Укупно            | 46          | 30         |